# Anton Dohrn

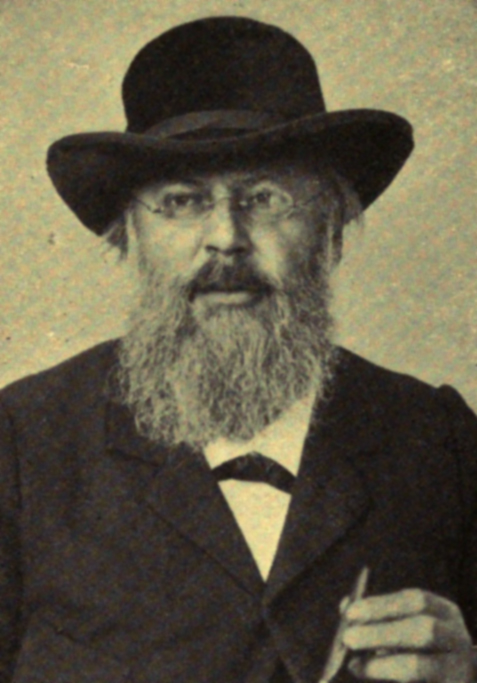
Anton Dohrn.

Felix Anton Dohrn (Stettin, Pomerania, 29 de septiembre de 1840 - Múnich, Baviera, 26 de septiembre de 1909) fue un zoólogo alemán. Prominente darwinista y fundador y primer director de la Estación Zoológica de Nápoles.

## Biografía

### Historia Familiar
Dohrn nació en Stettin (Alemania), desde 1945 Szczecin (Polonia), en una familia de clase media adinerada. Su abuelo, Heinrich Dohrn, fue vendedor de vino y de especias, y había hecho la fortuna de la familia comercializando azúcar. Esta riqueza permitió al padre de Antón, Carl August, tener tiempo para dedicarse a sus diferentes aficiones: viajar, la música folk y los insectos. Anton, el hijo más joven, leía zoología y medicina en varias universidades alemanas (Königsberg, Bonn, Jena y Berlín), pero con poco entusiasmo por los estudios.

### Introducción al Darwinismo
Sus ideas cambiaron en el verano de 1862, cuando regresó de estudiar en Jena, donde Ernst Haeckel le introdujo en la obra de Darwin y sus teorías. Así fue como Dohrn se convirtió en un ferviente defensor de la teoría de Darwin de la evolución por selección natural.
En ese momento la embriología comparada fue la piedra angular de los estudios morfológicos evolutivos, basados en la teoría de la recapitulación de Haeckel, según la cual un organismo durante su desarrollo embrionario pasa por las etapas más importantes del pasado evolutivo de la especie. La Morfología se convirtió en una de las principales formas en que los zoólogos trataban de ampliar y desarrollar la teoría de Darwin en los últimos años del siglo XIX. Dohrn decidió convertirse en un "morfólogo darwiniano".
Dohrn recibió su doctorado en 1865 en Breslau, y su habilitación en 1868 en Jena. Durante este tiempo, trabajó en varias ocasiones en instalaciones ubicadas en el mar: Helgoland junto a Haeckel en 1865, Hamburgo en 1866, Millport, Escocia, con David Robertson en 1867 y 1868 y se trasladó a Mesina, Italia, durante el invierno de 1868, junto con su amigo y colega ruso Nicholai Miklukho-Maklai.

### Desarrollo de las Estaciones Marinas
En Mesina, Dohrn y Miklukho-Maklai idearon un plano para cubrir el mundo con una red de estaciones de investigación zoológica, análoga a las estaciones de tren, donde los científicos pudieran detenerse, recoger material, hacer observaciones y experimentos de conducta, antes de pasar a la siguiente estación. Dohrn se dio cuenta de lo útil que sería para los científicos poder llegar a un lugar y encontrar un laboratorio listo para usar. Dohrn alquiló dos habitaciones de la "Estación Zoológica de Mesina", pero rápidamente se dio cuenta de las dificultades técnicas con las que contaba para poder estudiar la vida marina sin una estructura permanente e instalaciones de apoyo, tales como personal capacitado y una biblioteca.

### Fundación de la Estación Zoológica
En 1870 Dohrn decidió que Nápoles sería el mejor lugar para su estación. Esta elección se debió a la mayor riqueza biológica del Golfo de Nápoles y también a la posibilidad de iniciar un instituto de investigación de importancia internacional en una ciudad universitaria de gran tamaño y con fuerte proyección internacional.
Después de una visita a un acuario recién inaugurado en Berlín, decidió que cobrar al público en general al visitar un acuario podía permitir ingresar suficiente dinero al laboratorio para pagar un sueldo a un ayudante. Nápoles, con una población de 500 000 habitantes, fue una de las ciudades más grandes y más atractivas de Europa y también tuvo un considerable flujo de turistas (30 000 al año), que serían potenciales visitantes del acuario.
Dohrn aclaró las dudas de las autoridades de la ciudad y les convenció para que le diera, sin coste alguno, una parcela de tierra al borde del mar, en la hermosa Villa Comunale a condición de que se comprometió a construir la Estación Zoológica por su propia cuenta. 
Dohrn abrió la estación a los científicos visitantes en septiembre de 1873, y al público en general en enero de 1874.
En 1875 publicó “El Origen de los Vertebrados y el Principio del cambio de función", bocetos genealógicos que proponía volver a la teoría del origen de los vertebrados.

### El Sistema Bench
Para promover el estatus internacional de la Estación y garantizar su independencia económica y política y la libertad de investigación, Dohrn introdujo una serie de medidas innovadoras para financiar el proyecto. En primer lugar, el alquiler de sus espacios y medios de investigación (el sistema "Bench"); por una tasa anual, universidades, gobiernos, instituciones científicas, fundaciones privadas o cualquier persona física a título individual podía promover o realizar estudios en la Estación contando para ello con todos los medios a su alcance (laboratio, suministro animal, productos químicos, una biblioteca excepcional y personal experto a su disposición). Las instalaciones serían suministradas a sus demandantes sin ataduras, en el sentido de que cada investigador era completamente libre de perseguir sus propios proyectos e ideas.
Este sistema de trabajo funcionaría sumamente bien, hasta el punto de que, a la muerte de Anton Dohrn en 1909, más de 2200 científicos de Europa y Estados Unidos habían trabajado en Nápoles, y más de 50 mesas por año eran cedidas hacia el exterior. Sería de hecho en Nápoles donde la colaboración científica internacional en su concepción actual sería impulsada por primera vez, basándose para ello en la comunicación rápida y libre de ideas, métodos y resultados.

### Legado
El éxito de la Estación Zoológica, y un nuevo modo de pensar y financiar las investigaciones científicas son las principales herencias de Dohrn. El modelo sería copiado varias veces en todo el mundo; en 1878 la Universidad Johns Hopkins fundó el Laboratorio Zoológico Chesapeake, bajo la dirección de W.K. Arroyos. Más tarde, en 1888, se fundaría el Laboratorio Marítimo Biológico de Woods Hole y en 1892 el primer laboratorio sobre la costa occidental, la Estación Hopkins Marítima, abierto en California. En 1913, bajo la influencia del modelo de Dorhn, se establecería la Estación de Antropoides de Tenerife, en las Islas Canarias. En Gran Bretaña, surgirían diversas iniciativas como la Estación Dunstaffnage Marítima (hoy SAM, 1884), el Laboratorio Gatty Marítimo (la Universidad de s. Andrés, 1884), la Asociación Marítima Biológica del Reino Unido (Plymouth, 1888)o la Estación Bangor Marítima (la Universidad de la Reina de Belfast, 1903), entre otras.
El nombre de Dohrn es utilizado hoy para designar la Antón Dohrn Seamount, una montaña marina situada al noroeste de las islas británicas. Se conoce una gran diversidad biológica sobre el coral frío de agua, Lophelia pertusa, situado en esta región.

### Obra
Dorh acuñó el término Funktionswechsel para referirse a cómo la evolución utiliza los mismos materiales para construir órganos adaptados a funciones diferentes. 